# Polverigi
Polverigi ist eine italienische Gemeinde (comune) mit 4586 Einwohnern (Stand 31. Dezember 2023) in der Provinz Ancona in den Marken. Die Gemeinde liegt etwa 13,5 Kilometer südwestlich von Ancona.

## Geschichte
Wegen des trockenen, sandigen Bodens wurde die Gegend schon immer polvericci genannt. Daher soll auch der Name der Gemeinde kommen. 835 existierte die Kirche San Samiano.